# María Tubau

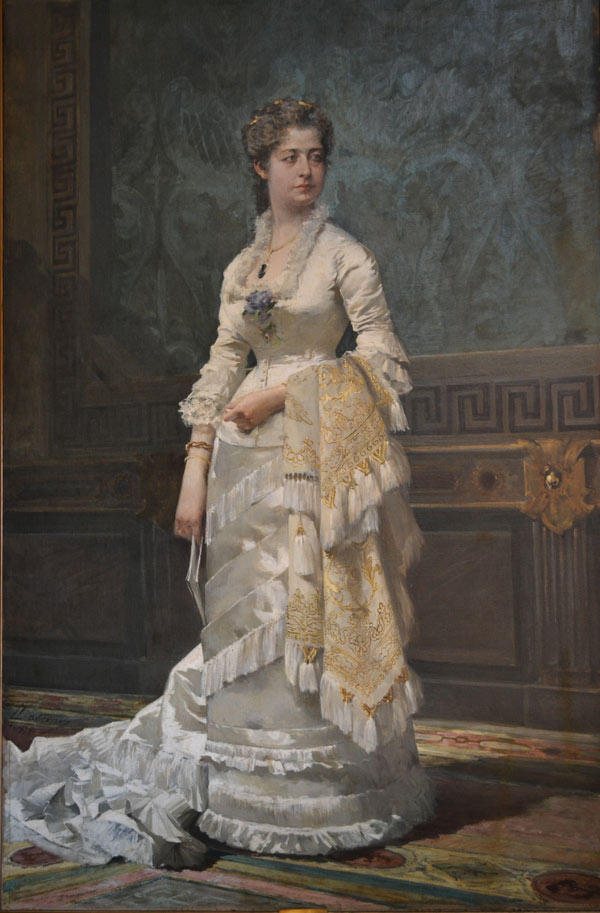
María Tubau in der Rolle der Kameliendame, Ölgemälde von Luis Taberner y Montalvo, 1878

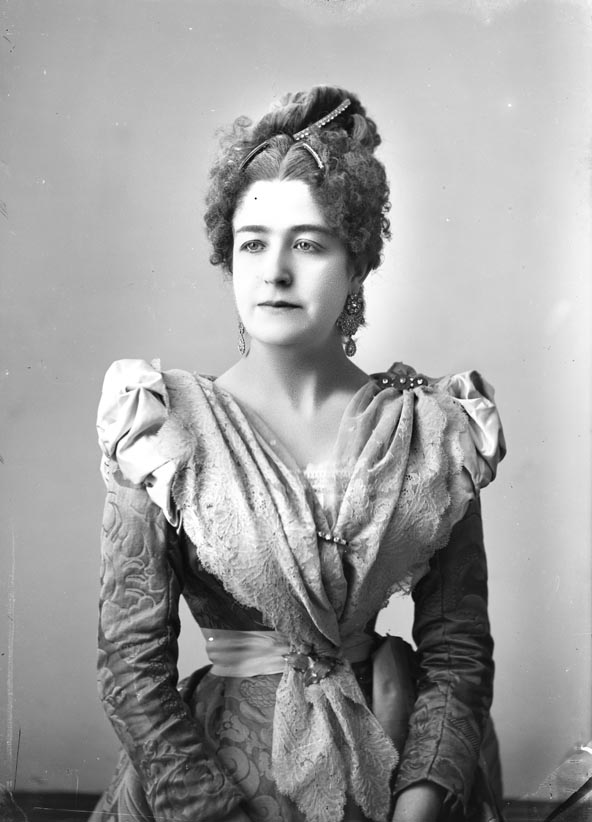
María Tubau, Fotografie von Antonio Esplugas, zwischen 1880 und 1890

María Álvarez Tubau (* 4. Mai 1854 in Madrid; † 13. März 1914 ebenda) war eine spanische Theaterschauspielerin und eine Zeitgenossin von María Guerrero.

## Leben
Tubau war die Tochter von Mercedes Tubau aus Barcelona und Manuel Álvarez Robles aus Avilés. Sie begann im Alter von zwölf Jahren mit der Schauspielerei bei Matilde Díez und ergänzte ihre Ausbildung bei Antonio Vico y Pintos am Teatro Apolo und Emilio Mario am Teatro de la Comedia. Sie erlangte eine gewisse Popularität als komische Schauspielerin und in dem als „romantisches Theater“ bekannten Genre.
Nach einer ersten Ehe und 1877 verwitwet, heiratete sie 1882 den Dramatiker und Theaterregisseur Ceferino Palencia, mit dem sie zwei Söhne hatte. Das förderte ihre Karriere, bis sie zu einer der prominentesten Darstellerinnen auf der Madrider Bühne wurde. Gemeinsam gründete das Ehepaar ein eigenes Ensemble am Teatro de la Princesa.
Sie führte Stücke zeitgenössischer spanischer Autoren ihrer Zeit wie Vital Aza, Miguel Ramos Carrión, Eusebio Blasco und Benito Pérez Galdós auf, von letzterem in der Uraufführung 1896 die Doña Perfecta in der Theaterfassung in einer einzigartigen und umstrittenen Interpretation. Sie inszenierte auch aufgeklärte Neoklassizisten wie Leandro Fernández de Moratín und Manuel Bretón de los Herreros, doch ihr größter Beitrag zur spanischen Theaterszene war die Einführung französischer Dramatiker wie Henry Bataille, Victorien Sardou und Alexandre Dumas. Die Darstellung in Dumas Kameliendame, nach der spanischen Übersetzung ihres Bruders Ramón Álvarez Tubau, brachte ihr die Anerkennung als eine der herausragendsten Schauspielerinnen ihrer Zeit ein. Die Uraufführung der gefeierten Inszenierung fand am 23. Dezember 1890 statt und gehörte seither zum festen Repertoire ihres Ensembles.
Im Alter von siebenunddreißig Jahren wurde sie in einer 1891 veröffentlichten und von José Zorrilla y Moral, Gaspar Núñez de Arce, Ramón de Campoamor y Campoosorio, Emilio Castelar und José Echegaray sowie weiteren Journalisten, Politikern und Intellektuellen der Zeit unterzeichneten Urkunde zur Doctora en Arte Dramático ehrenhalber ernannt.
Sie bereiste Spanien und Amerika und war ab 1904 Dozentin am Real Conservatorio Superior de Música de Madrid.
Tubau starb 1914 in Madrid. Das Museo Nacional del Teatro in Almagro bewahrt eine umfangreiche Sammlung von Dokumenten zu ihrer Person und ihrem beruflichen Werdegang unter dem Namen Legado Ceferino Palencia-María Álvarez Tubau auf.